# Henllys
Henllys är en community i Storbritannien.   Den ligger i kommunen Torfaen och riksdelen Wales, i den södra delen av landet, 200 km väster om huvudstaden London.
Henllys community är till större delen landsbygd, men i norra delen finns samhället Henllys som är en del av staden Cwmbran.